# Mazangé
 Mazangé  es una población y comuna francesa, en la región de Centro, departamento de Loir y Cher, en el distrito de Vendôme y cantón de Vendôme-1.

## Demografía
| 771 | 715 | 624 | 695 | 758 | 838 |
| Para los censos de 1962 a 1999 la población legal corresponde a la población sin duplicidades (Fuente: INSEE [Consultar]) |     |     |     |     |     |